# Antonina Wysocka-Jonczak
Antonina Wysocka-Jonczak (ur. 1942 w Wilnie, zm. 2011) – polska rzeźbiarka i medalierka. Absolwentka warszawskiej ASP, gdzie w 1966 uzyskała dyplom z wyróżnieniem w pracowni prof. Mariana Wnuka. Jeszcze w trakcie studium została laureatką konkursu medalierskiego. Jest autorką m.in. rzeźby Kompozycja przy Trasie Łazienkowskiej oraz pomnika Nauczycieli Tajnego Nauczania w Parku Kazimierzowskim w Warszawie.